# Рисівка зеленкувата
Рисівка зеленкувата, рисівка зеленувата (Achnatherum virescens, syn. Piptatherum virescens) — вид трав'янистих рослин з родини злакові (Poaceae), поширений у південній, центральній і південно-східній Європі та західній Азії.

## Опис
Багаторічна рослина 55–100 см заввишки. Всі листки плоскі, 4–7 мм шириною. Язичок дуже короткий, до 0.5 мм довжиною, або відсутній. Колоски 3.5–5 мм довжиною. Нижня квіткова луска при зрілих плодах майже чорна, 3–4 мм довжиною, з остюком 7–15 мм довжиною. Пиляків 3; 2.5–3.2 мм завдовжки. Зернівка обернено-яйцеподібна, 2.2–2.5 мм завдовжки.

## Поширення
Поширений у південній, центральній і південно-східній Європі (Австрія, Угорщина, Словаччина, Молдова, Росія, Україна, Болгарія, Хорватія, Італія, Румунія, пд. Франція ), західній Азії (пн. Іран, Туреччина, Вірменія, Азербайджан, Грузія).
В Україні вид зростає у ялівцево-дубових і соснових лісах, на яйлах, серед скель і розсипів, у чагарниках — у гірському Криму (включаючи ПБК), досить часто; вказується для південного Поділля (на схилах високого берега Дністра).